# Kobiałki Stare (gromada)
Kobiałki Stare (do 14 X 1957 Ruda) – dawna gromada, czyli najmniejsza jednostka podziału terytorialnego Polskiej Rzeczypospolitej Ludowej w latach 1954–1972.
Gromady, z gromadzkimi radami narodowymi (GRN) jako organami władzy najniższego stopnia na wsi, funkcjonowały od reformy reorganizującej administrację wiejską przeprowadzonej jesienią 1954 do momentu ich zniesienia z dniem 1 stycznia 1973, tym samym wypierając organizację gminną w latach 1954–1972.
Gromadę Kobiałki Stare siedzibą GRN w Kobiałkach Starych (w obecnym brzmieniu Stare Kobiałki) utworzono 15 października 1957 w powiecie łukowskim w woj. lubelskim w związku z przeniesieniem siedziby gromady Ruda z Rudy do Kobiałek Starych i zmianą nazwy jednostki na gromada Kobiałki Stare.
31 grudnia 1961 z gromady Kobiałki Stare wyłączono miejscowość Dębek o powierzchni około 25 ha, włączając ją do miasta Stoczka Łukowskiego w tymże powiecie i województwie.
1 stycznia 1962 gromadę zniesiono, włączając jej obszar do nowo utworzonej gromady Stoczek w tymże powiecie.